# Panorpodes
Panorpodes is een geslacht van schorpioenvliegen (Mecoptera) uit de familie Panorpodidae. 

## Soorten
Panorpodes omvat de volgende soorten:
- Panorpodes brachypodus Tan & Hua, 2008
- Panorpodes brevicaudata (Hua, 1998)
- Panorpodes colei Byers, 2004
- Panorpodes dimorpha Issiki
- Panorpodes maculata Miyamoto, 1977
- Panorpodes omaensis Okamoto, 1925
- Panorpodes paradoxa McLachlan, 1875
- Panorpodes pulchra Issiki , 1927